# Museu Arqueològic d'Erètria
El Museu Arqueològic d'Erètria és un museu grec situat a Erètria, a l'illa d'Eubea.

## Història del museu
Al 1961 s'edificà el museu; la necessitat, però, de més espai d'exposició i conservació de les troballes de les excavacions de la zona feu que l'ampliaren gràcies al finançament de l'Escola d'Arqueologia Suïssa i la col·laboració del Servei Arqueològic Grec. El 1990 es traslladaren al museu les escultures del temple d'Apol·lo Dafnèfor, que fins llavors havien estat al Museu Arqueològic de Calcis. Se'n completà la reestructuració al 1991.

## Col·leccions
El museu conté una col·lecció d'objectes procedents de jaciments de la zona -en destaquen els d'Erètria, Amarint i Lefkandi- que inclouen períodes d'entre l'edat del bronze primerenc i l'època romana.
Una secció està dedicada a la prehistòria, que conté troballes dels assentaments de Xeròpolis, Amarynthos i Magula. D'altra banda, s'exposen troballes de les necròpolis del període geomètric de Lefkandi i d'Erètria. Una altra secció dedicada a la història d'Erètria es divideix en àrees temàtiques que comprenen la vida quotidiana, els costums funeraris, les pràctiques religioses, l'oci i les competicions atlètiques. Una altra secció conté elements arquitectònics i una altra, inscripcions.
Entre els objectes més remarcables hi ha un centaure trobat a Lefkandi que és la representació d'aquest animal mític més antiga que es coneix; l'escultura de Teseu i Antíope procedent del temple d'Apol·lo Dafnèfor, un alabastre d'època micènica decorat amb figures d'animals, un collaret procedent de Lefkandi del període protogeomètric amb 53 penjolls que mostren figures assegudes, i suggereix contactes de la zona amb Fenícia i Xipre, i una àmfora de figures negres del 560 ae en què es representen una lluita d'Hèracles contra centaures i en l'altre costat una Pótnia Theron.

## Galeria d'imatges

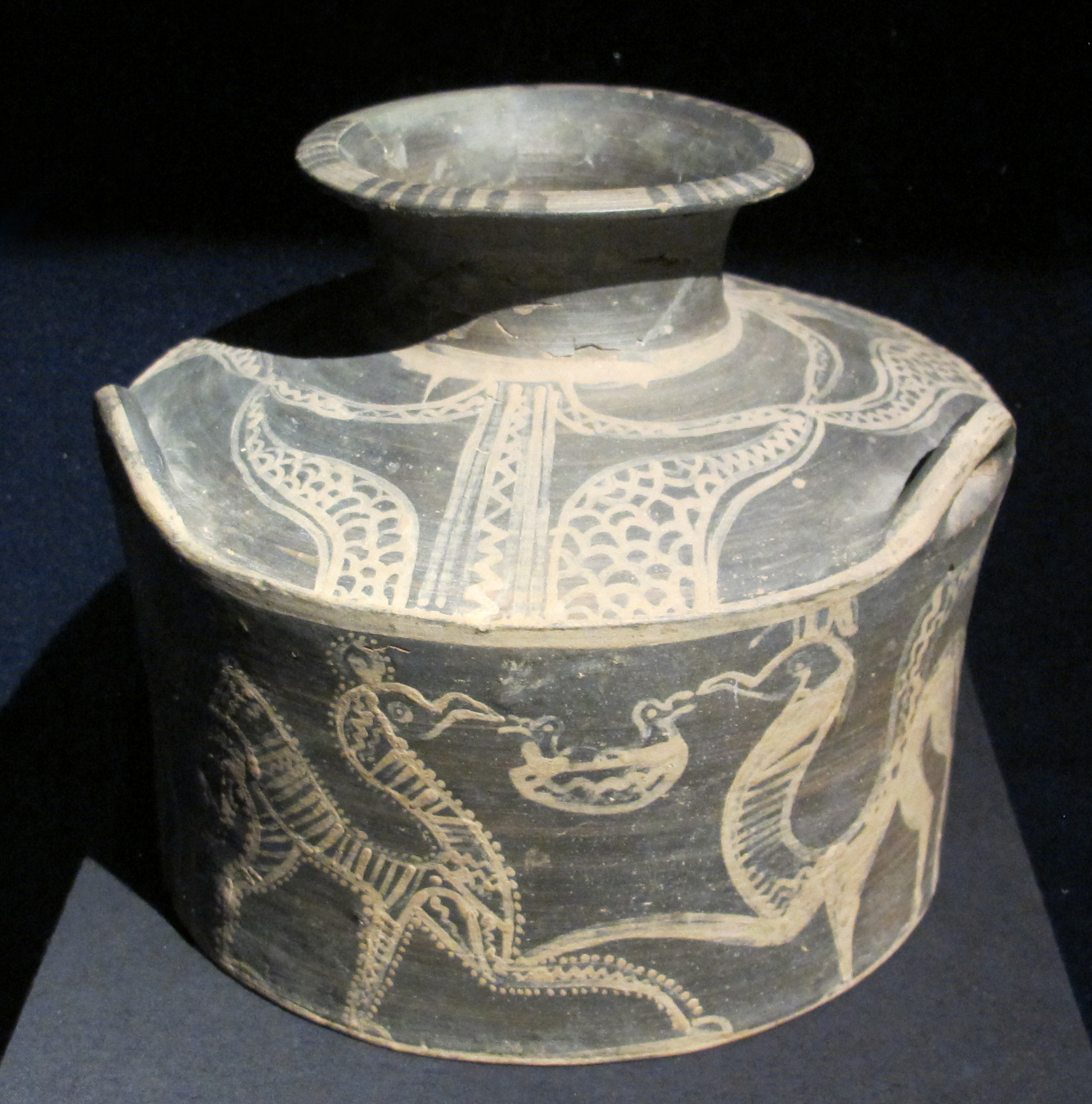
Alabastre cilíndric del període micènic que mostra grius, ocells, una esfinx i cérvols
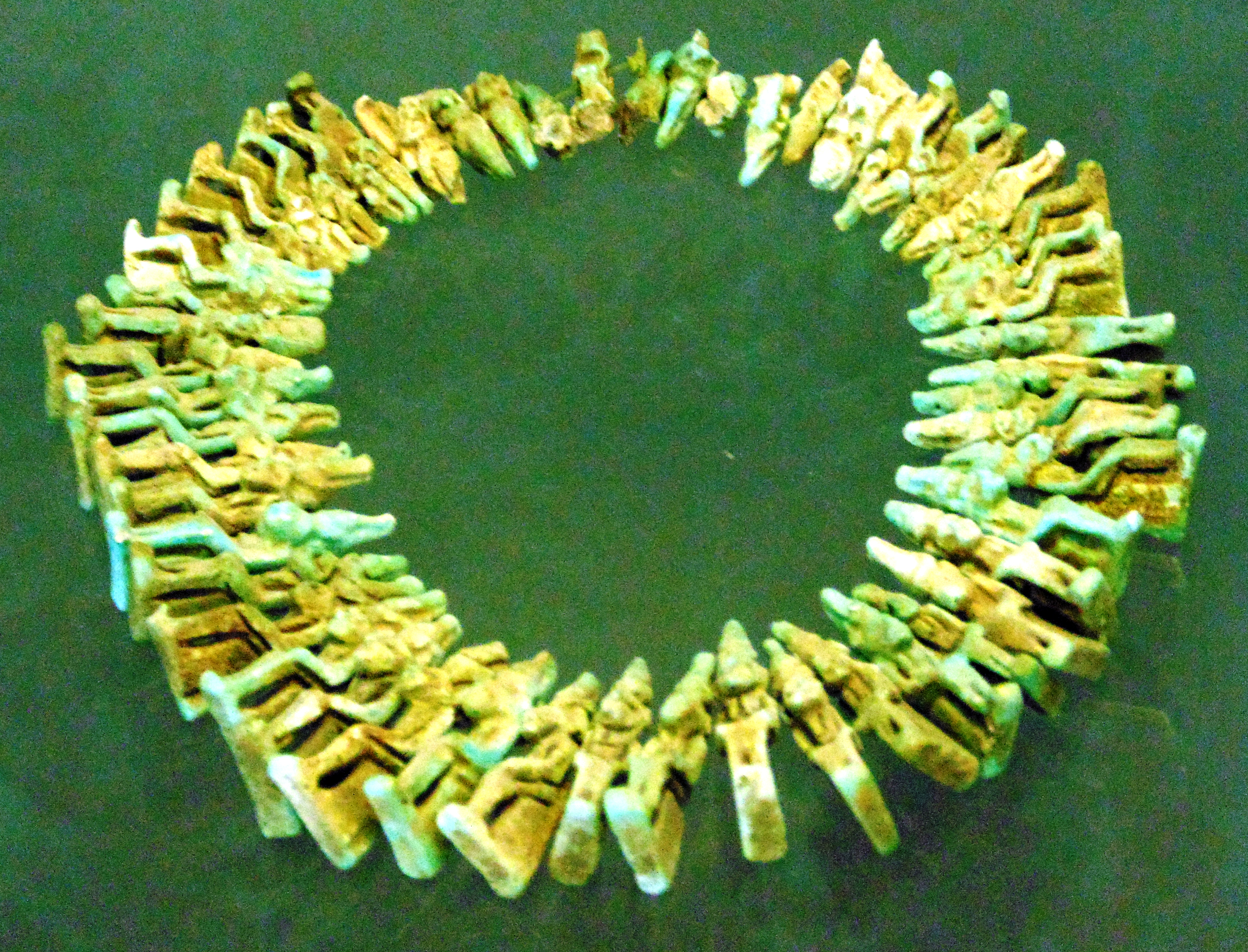
Collaret del període protogeomètric
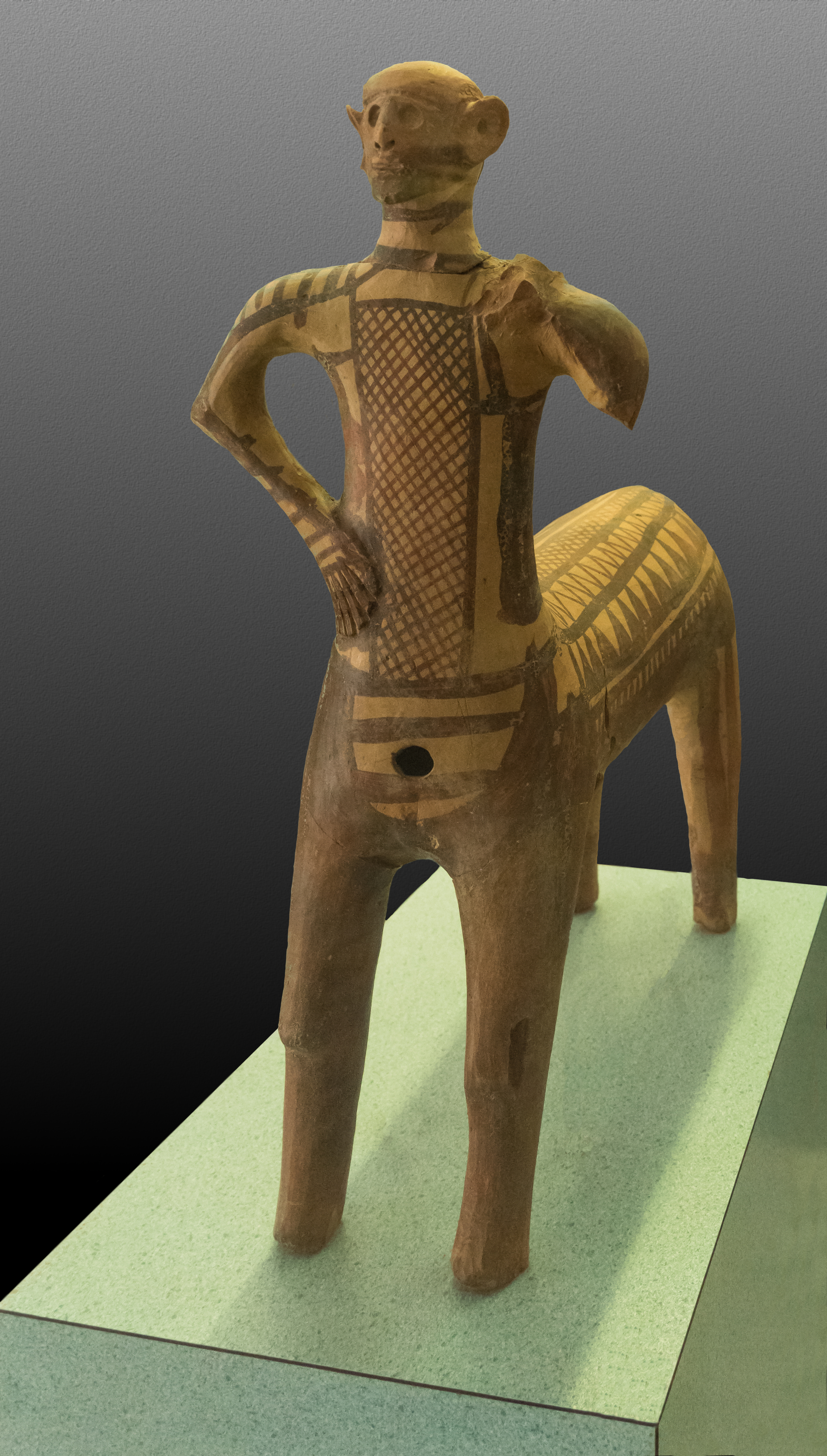
El centaure de Lefkandi, del període geomètric
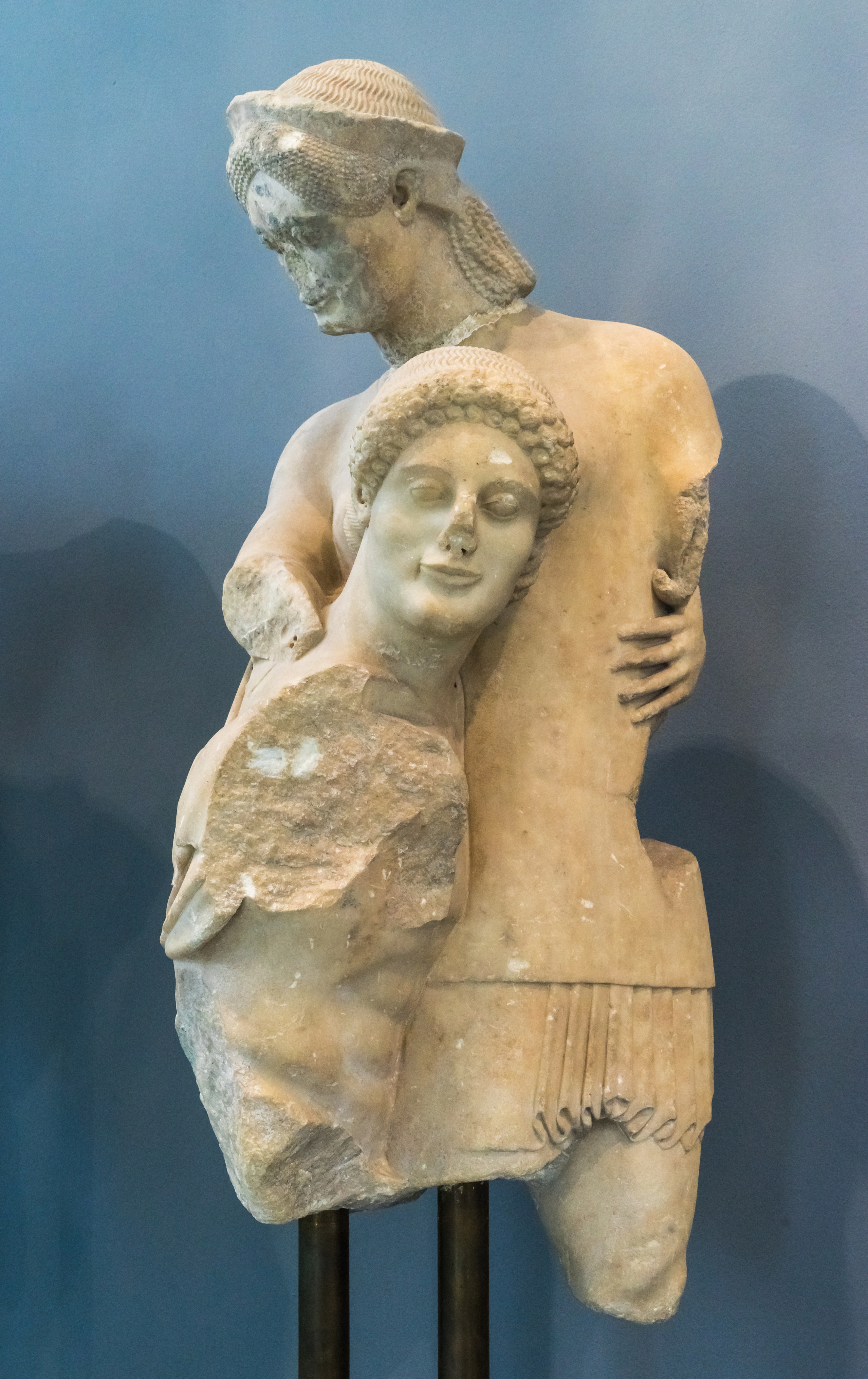
Teseu i Antíop, peça escultòrica procedent del temple d'Apol·lo Dafnèfor d'Erètria
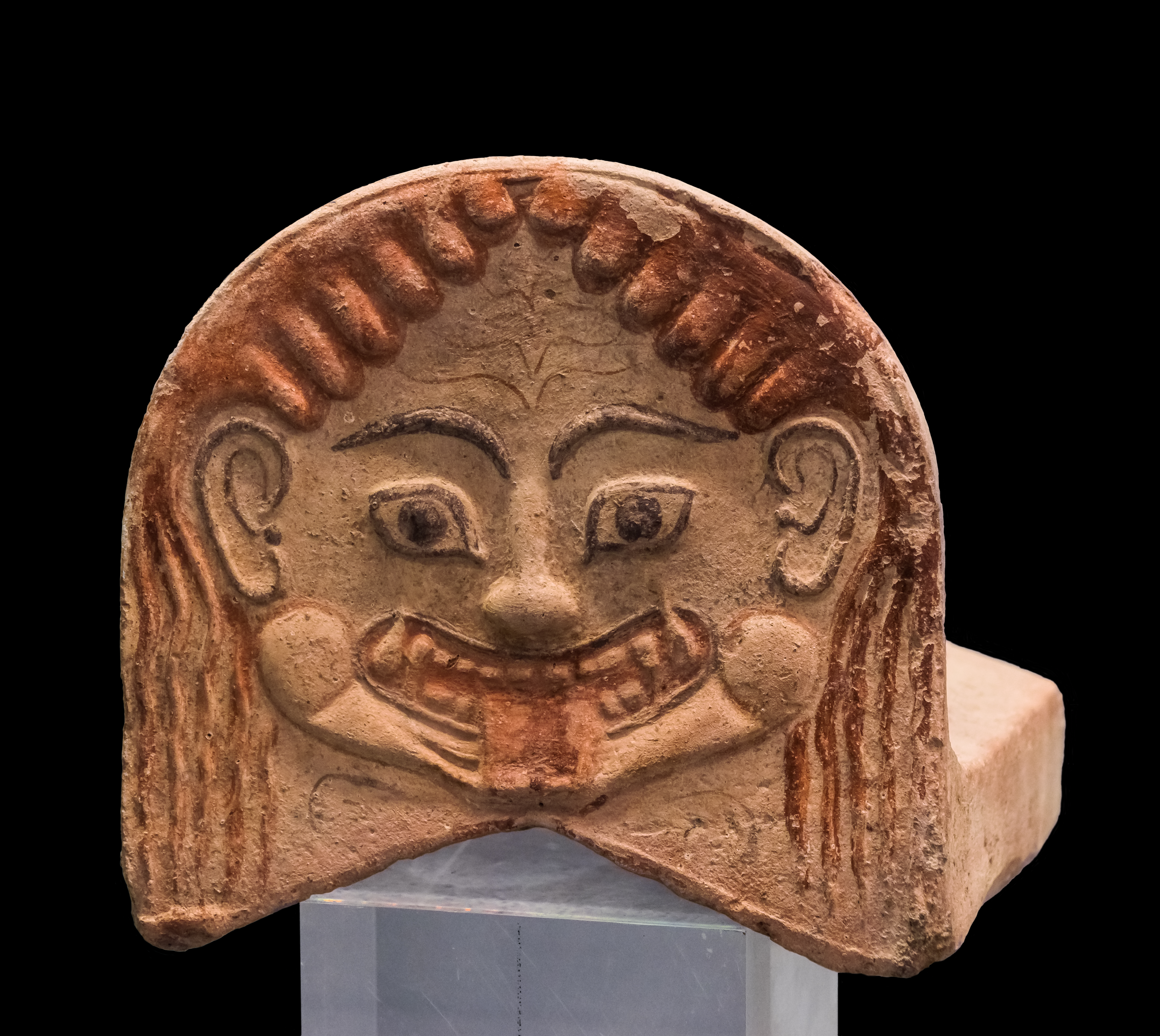
Cap de gòrgona